# Trichoniscus paolae
Trichoniscus paolae là một loài chân đều trong họ Trichoniscidae. Loài này được Caruso miêu tả khoa học năm 1979.